# Fujikawa Kotaro
Fujikawa Kotaro (藤川 虎太朗 Fujikawa Kotaro, sinh ngày 24 tháng 7 năm 1998) là một cầu thủ bóng đá người Nhật Bản. Anh thi đấu cho Júbilo Iwata.

## Sự nghiệp
Fujikawa Kotaro gia nhập câu lạc bộ tại J1 League Júbilo Iwata năm 2017.